# 松ノ木峠パーキングエリア
松ノ木峠パーキングエリア（まつのきとうげパーキングエリア）は、岐阜県高山市の東海北陸自動車道に設置されているパーキングエリア (PA) である。2013年（平成25年）4月19日15時に供用開始。

## 概要
荘川IC - 飛驒清見IC間に設置されており、日本の高速自動車国道で最も標高の高い地点 (1,085 m) に位置するパーキングエリアとなっている。
当該区間開通の時点では資材置き場や除雪基地となっており、進入路に衝突衝撃緩衝具（クッションドラム）が置かれていた。当初は東海北陸道の全線開通時に開設の予定であったが、この時点では下り線（富山方面）のみ両端に移動され、繁忙時期に仮設トイレを設置して施設を開放、閑散期に施設の閉鎖を繰り返して運用していた。その後、管理施設扱いでトイレなどの施設が建設され、仮設トイレが設置されていた時期と同様に繁忙期のみの運用となっていた。この時点で自動販売機が設置された。
2009年（平成21年）7月に、高山市がパーキングエリアとしての開設をNEXCO中日本に要望し、2013年（平成25年）4月19日に開設された。

## 道路
- E41 東海北陸自動車道

## 施設

### 上り線（名古屋・大阪方面）
- 駐車場
  - 大型 : 18台
  - 小型 : 62台
- トイレ
  - 男性 : 大4器(洋式4器)・小10器
  - 女性 : 16器(和式2器・洋式14器)
    - 幼児用小便器 : 3器

  - 多機能トイレ : 1器
- 自動販売機
- ハイウェイ情報ターミナル

### 下り線（金沢・高山方面）
- 駐車場
  - 大型 : 20台
  - 小型 : 62台
- トイレ

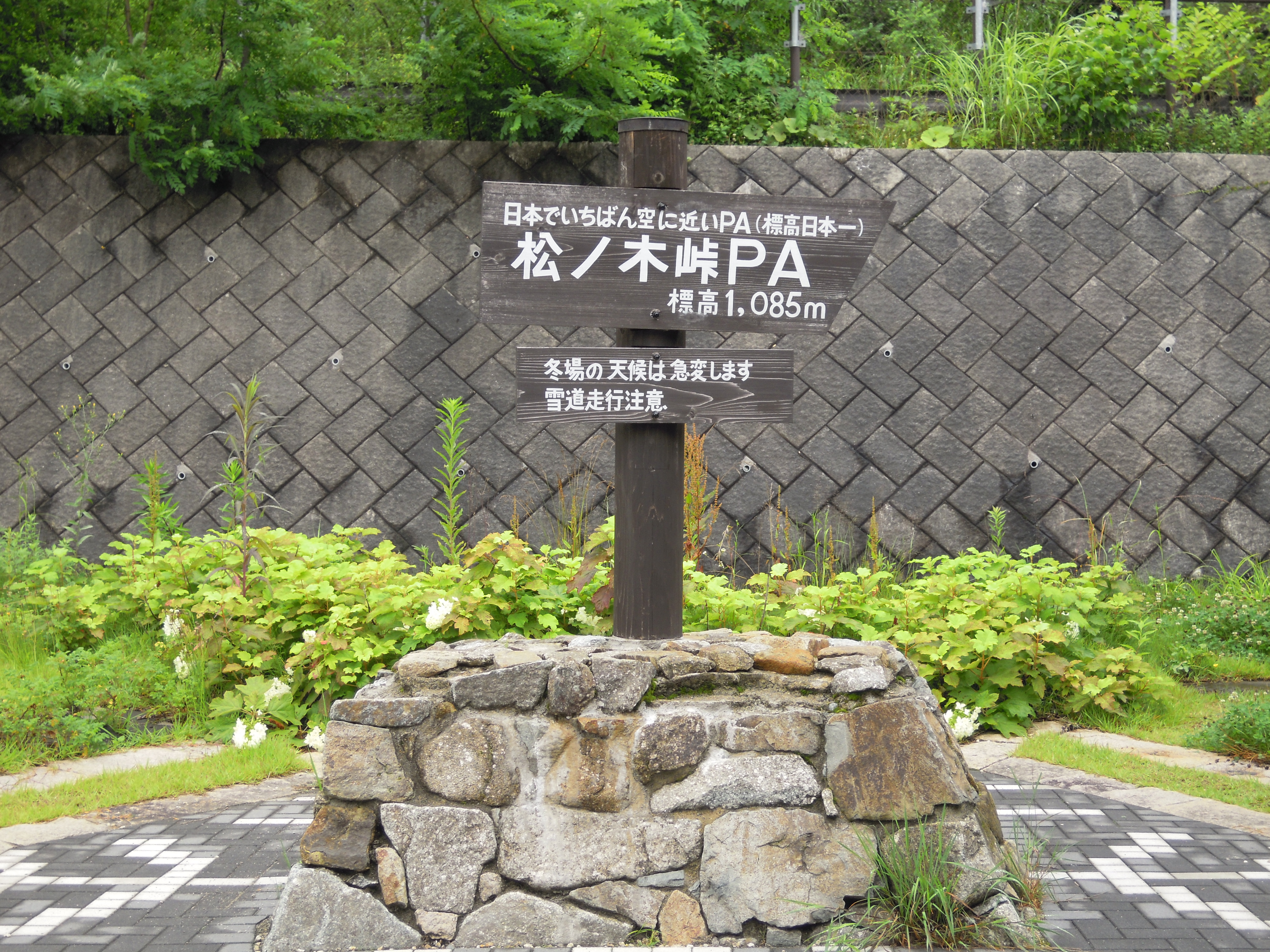
日本最高所のPAである事を示す木製の看板

  - 男性 : 大4器(洋式4器(内バリアフリー2器))・小12器(内子供用2器)
  - 女性 : 16器(和式2器・洋式14器)
    - 幼児用小便器 : 3器

  - 多機能トイレ : 1器
- 自動販売機
- ハイウェイ情報ターミナル

## 隣
E41 東海北陸自動車道
(12) 荘川IC - 松ノ木峠PA - (13) 飛驒清見IC